# Нягу, Александру
Александру Нягу (рум. Alexandru Neagu; 19 июля 1948, Бухарест — 17 апреля 2010, Бухарест) — румынский футболист, игравший на позиции нападающий.

## Клубная карьера
Он дебютировал в профессиональной карьере за столичный «Рапид» в 1965 году и два года спустя он выиграл национальный чемпионат (второй в истории «Рапида»). Он выиграл Кубок Румынии два раза: в 1972 и 1975 годах. Летом 1978 года он объявил о своем уходе из профессионального футбола.
Известен среди болельщиков, как "самый красивой цыган в Giuleşti (район, где играет «Рапид»). Нягу провёл всю свою карьеру в «Рапиде» (Бухарест). Всего он провёл 286 игры и забил 110 голов.

## Выступление за сборную
Дебют за национальную сборную Румынии состоялся 9 февраля 1970 года в товарищеском матче против сборной Перу (1:1). Был включен в состав сборной на чемпионат мира 1970 в Мексики. Всего за сборную Нягу провёл 17 матчей и забил 4 гола.

### Голы за сборную
| # | Дата          | Место                | Соперник     | Счёт | Результат | Турнир                  |
| - | ------------- | -------------------- | ------------ | ---- | --------- | ----------------------- |
| 1 | 8 апреля 1970 | Штутгарт, Германия   | ФРГ          | 0-1  | 1-1       | Товарищеский матч       |
| 2 | 6 июня 1970   | Гвадалахара, Мексика | Чехословакия | 1-1  | 1-2       | ЧМ 1970                 |
| 3 | 14 мая 1972   | Бухарест, Румыния    | Венгрия      | 2-2  | 2-2       | Квалификация на ЧЕ 1972 |
| 4 | 17 мая 1972   | Белград, Югославия   | Венгрия      | 1-1  | 2-1       | Квалификация на ЧЕ 1972 |

## Смерть
Нягу умер 17 апреля 2010 года, в возрасте 61 года, в госпитале в Бухаресте

## Достижения
- Чемпион Румынии: 1966/67
- Обладатель Кубка Румынии: 1971/72, 1974/75
- Чемпион Второй лиги Румынии: 1974/75